# Sil

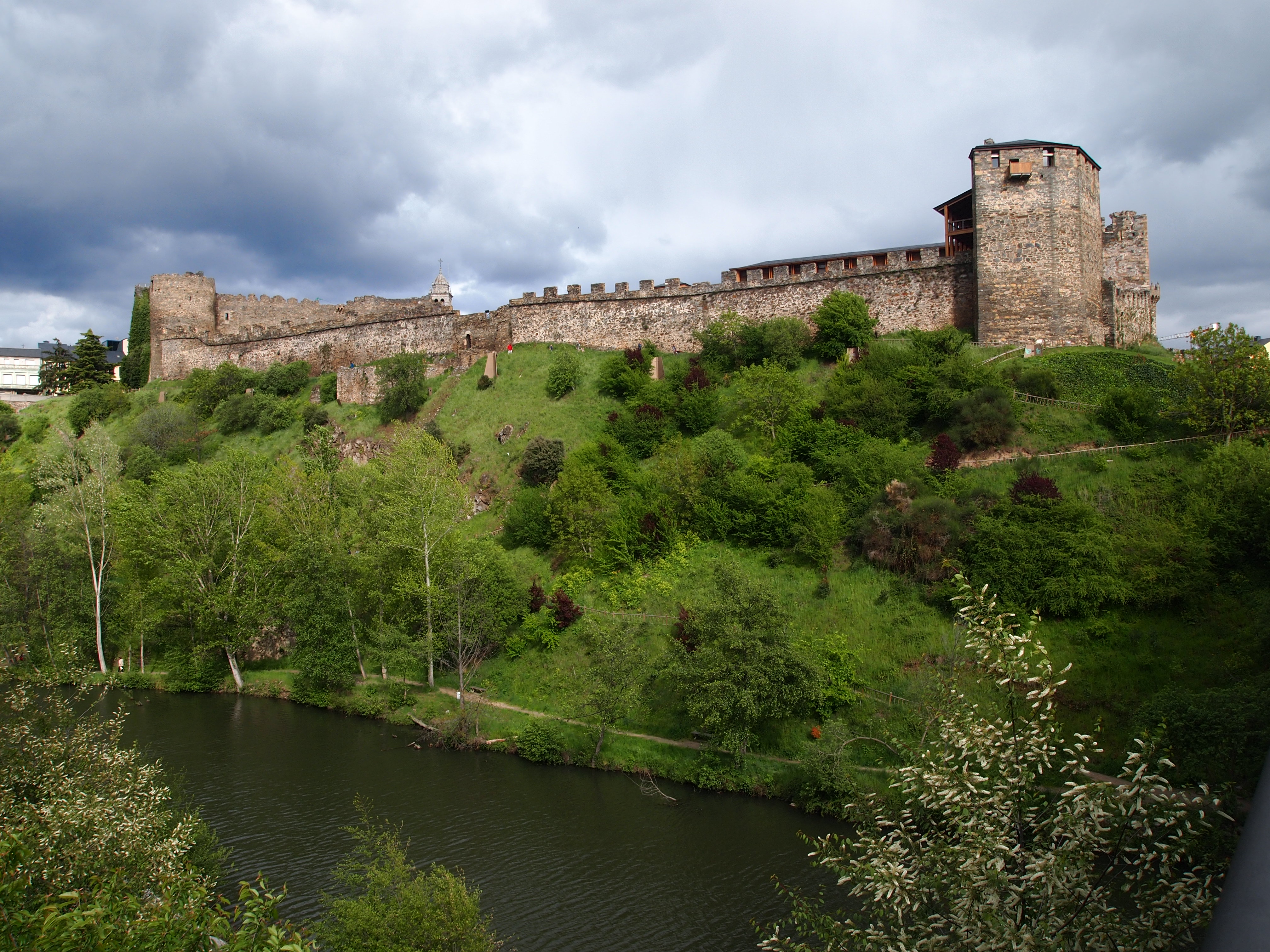
Burg von Ponferrada über dem Tal des Río Sil

Der Río Sil ist ein 228 km langer Nebenfluss des Miño in Nordwestspanien; er ist der größte Nebenfluss des Río Miño. Der Sil ist auch der wasserreichere der beiden Flüsse. Dies kommt zum Ausdruck im lokalen Ausspruch El Sil lleva el agua y el Miño la fama („Der Sil liefert das Wasser und der Miño erntet den Ruhm“).

## Verlauf
Der Río Sil entspringt auf einer Höhe von 1980 m auf der Südseite des Kantabrischen Gebirges an der Grenze der Regionen Asturien und Kastilien und León. Er wendet sich nach Südwesten und durchfließt den nordwestlichen Teil der Provinz León. Oberhalb von Ponferrada in der Comarca El Bierzo bildet er die Embalse de Barcena. Im weiteren Verlauf erreicht der Fluss den Nordwesten der Provinz Ourense und den Süden der Provinz Lugo, beide zu Galicien gehörend, bevor er bei Os Peares (span. Los Peares) nordöstlich von Ourense in den Miño mündet.

## Wirtschaft
Der Río Sil wird nur in geringem Umfang für Bewässerungszwecke genutzt. In der Provinz León durchfließt der Sil das Weinbaugebiet Bierzo, entlang des galicischen Flussabschnittes liegen an seinen streckenweise steil aufragenden Ufern die Weinbaugebiete Ribeira Sacra und Valdeorras.

## Nebenflüsse
Die wichtigsten Nebenflüsse des Sil sind Casoio, Bibei, Navea, Mao, Soldón, Lor und Cabe.

## Stauseen
- Embalse de las Rozas
- Embalse de Barcena
- Embalse de Peñarrubia
- Encoro de Pumares
- Encoro de Santiago
- Encoro de San Martiño
- Encoro de Siqueiros
- Encoro de Santo Estevo

## Orte am Fluss
Kastilien-LeónVillablino, Palacios del Sil, Matarrosa del Sil, Toreno, Ponferrada
GalicienVillamartín de Valdeorras, A Rúa (Ourense)

## Sehenswürdigkeiten
- Ponferrada und Umgebung
- Schluchten des Sil
- Kloster Santo Estevo de Ribas de Sil